# Malý Šenov
Malý Šenov (německy Klein Schönau) je část města Velký Šenov v okrese Děčín. Nachází se na východě Velkého Šenova. Je zde evidováno 53 adres. V roce 2011 zde trvale žilo 67 obyvatel.
Malý Šenov leží v katastrálním území Staré Hraběcí o výměře 3,22 km2.

## Historie
Nejstarší písemná zmínka pochází z roku 1720.

## Obyvatelstvo
|                                                                      | 1869 | 1880 | 1890 | 1900 | 1910 | 1921 | 1930 | 1950 | 1961 | 1970 | 1980 | 1991 | 2001 | 2011 |
| -------------------------------------------------------------------- | ---- | ---- | ---- | ---- | ---- | ---- | ---- | ---- | ---- | ---- | ---- | ---- | ---- | ---- |
| Obyvatelé                                                            | 409  | 384  | 354  | 371  | 393  | 326  | 328  | 186  | 180  | 145  | 130  | 99   | 67   | 65   |
| Domy                                                                 | 52   | 54   | 55   | 55   | 57   | 60   | 62   | 56   | .    | 40   | 32   | 26   | 42   | 41   |
| Počet domů z roku 1961 je zahrnut v domech místní části Velký Šenov. |      |      |      |      |      |      |      |      |      |      |      |      |      |      |